# Mystery House
Mystery House – gra komputerowa, wydana w 1980 r. na komputer Apple II przez Robertę Williams i Kena Williamsa. Mystery House jest pierwszą grą przygodową, która zawierała grafikę (70 prostych dwuwymiarowych rysunków Roberty Williams). Wcześniejsze gry przygodowe bazowały wyłącznie na tekście, choć w komputerowych grach fabularnych używano grafiki już od kilku lat.

## Fabuła

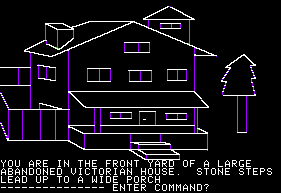
Początek gry

Gra rozpoczyna się w pobliżu opuszczonej posiadłości w stylu wiktoriańskim. Gracz wkrótce zostaje uwięziony w domostwie. W budynku znajduje się wiele pomieszczeń i siedem innych osób. Wkrótce ludzie giną w niepokojących okolicznościach i okazuje się, że po domu grasuje morderca. Gracz musi odkryć kim jest morderca, nim sam stanie się jego następną ofiarą.

## Historia projektu
Pod koniec lat 70. XX wieku, Ken Williams starał się stworzyć firmę, zajmującą się oprogramowaniem na, dominujący wówczas na rynku, komputer Apple II. Pewnego dnia przyniósł do domu dalekopis, by pracować nad projektem programu księgowego. Przeglądając katalog, znalazł grę Colossal Cave Adventure, po czym przeszedł ją wraz z żoną, Robertą.
Ken i Roberta szukali podobnych programów, ale okazało się, że rynek gier przygodowych nie jest rozwinięty. Robercie bardzo podobał się pomysł tekstowej gry przygodowej, ale stwierdziła, że rozgrywka mogłaby być bardziej satysfakcjonująca, gdyby w grze występowała grafika. Tak też wykoncypowała Mystery House, pierwszą graficzną grę przygodową; opowieść detektywistyczną, zainspirowaną opowiadaniem Dziesięciu małych Murzynków Agathy Christie.
Ken pisał grę przez kilka nocy na swoim komputerze Apple II. Gotową grę, nagraną na dyskietkach i zapakowaną w torby zamykane na zamek błyskawiczny, rozprowadzali początkowo za pośrednictwem okolicznego sklepu z oprogramowaniem. Zdziwili się wielce, kiedy okazało się, że gra odniosła wielki sukces. Gra kosztowała 24,95 dolarów. Sprzedano ponad 10 000 egzemplarzy, co było wówczas niespotykanym fenomenem. Ken sądził, że rynek gier nie będzie rozwijał się tak dynamicznie, jak rynek profesjonalnego oprogramowania, ale pozostał przy produkcji gier. Tak też, w 1980 r., państwo Williamsowie założyli firmę On-Line Systems, która 2 lata później zmieniła nazwę na Sierra On-Line.
W 1982 r., dwa lata po pierwszym wydaniu, Mystery House został wydany ponownie. W 1987 roku, z okazji siedmiolecia istnienia firmy, gra znalazła się w obrębie domeny publicznej.